# Benny Fazio
Benito "Benny" Fazio, Jr. fiktivni je lik iz HBO-ove televizijske serije Obitelj Soprano kojeg je glumio Max Casella. Isprva suradnik Christophera Moltisantija, Benny je počeo raditi za zločinačku obitelj Soprano s Christopherom pod kapetanom Pauliejem 'Walnutsom' Gualtierijem i nastavio raditi za Christophera nakon što je ovaj postao kapetan stare ekipe Soprano.

## Životopis
Benny se prvi put pojavljuje u trećoj sezoni, kad je izašao iz okružnog zatvora i obnovio svoje partnerstvo s Christopherom Moltisantijem. Počeo je raditi za Christophera nakon što je ovaj 2001. postao član mafije. Benny se uspinjao u obiteljskoj hijerarhiji zbog svojih veza s Christopherom, ali i kao kumče kapetana Sopranovih Larry Boy Baresea.
S vremenom, Benny je postao pouzdani suradnik te vozač Tonyja Soprana, a jednom, prilikom i čuvar njegove kuće tijekom Tonyjeve rastave od Carmele. Surađivao je i s Christopherom na prijevari Feecha La Manne, kad su mu podvalili plazma televizor kako bi ga kompromitirali.
Međutim, krajem 2004., Bennyja je teško pretukao njujorški kapetan Phil Leotardo. Krizu je izazvao Tony Blundetto, a Phil je pretukao Bennyja kako bi poslao poruku Tonyju. Tony mu je, osjećajući krivnju zbog njegove slomljene lubanje, ponudio ulazak u obitelj kad se oporavi.
2006. je otkriveno kako je Benny u braku s Jen Fazio s kojom čeka sina. Međutim, Benny je počeo viđati hostesu iz Vesuvia, Martinu, čime je izazvao sukob s vlasnikom restorana i glavnim kuharom Artiejem Buccom.
Benny je bio uključen i u Christopherovu prijevaru na kreditnim karticama s Mohammedom i Ahmedom, koristeći svoju vezu s Martinom kako bi dobio brojeve računa u Nuovo Vesuviu i prodao ih preko suradnika ekipe Soprano Jamesa "Murmura" Zanconea. American Express je istraživao Vesuviovu ulogu u prijevari kreditnim karticama, što navodi Artieja da optuži Martinu kako kriminalku u svojem osoblju. Nakon što je ona priznala da je dala brojeve Faziu, Artie odlazi do njegove kuće kako bi se suočio s njim; nakon fizičkog obračuna koji je uslijedio Benny završava u bolnici. Usprkos Tonyjevim naredbama da se pomiri s Artiejem, Benny se osvećuje kad ga Artie uvrijedi na obiteljskoj večeri koju je Tony organizirao u Vesuviu. Benny je bio ondje kako bi proslavio godišnjicu braka svojih roditelja, a Artie mu je ponudio "Martinu". Benny je pošao za njim u kuhinju i ugurao mu ruku u lonac vrelog umaka od rajčice te mu lupio glavom o metalni stol.
Benny je 2007. postao član obitelji i počeo skupljati svoje isplate.

## Ubojstva koja je počinio Fazio
- Stanley Johnson: po naredbi Tonyja Soprana i Christophera Moltisantija. (2002.)

## Vanjske poveznice
- Benny Fazio u internetskoj bazi filmova IMDb-u